# 休みの国
休みの国（やすみのくに）は、1969年から活動していた高橋照幸（1948年3月10日、静岡県浜松市生まれ。2016年死去）を中心とした音楽バンド。

## 活動の記録
- 1969年3月 - 和光大学に在籍していた高橋照幸が、寮で相部屋だった谷野ひとしを介して親交があったジャックスの合宿に運転手として参加し、練習の合間に自作の歌を録音する。そのときのバック演奏は早川義夫を除く、当時のジャックスのメンバー（活動末期のため、つのだ☆ひろがドラムを担当している）。
- 1969年6月 - デビューアルバム『休みの国』をアングラ・レコード・クラブ (URC) レコードからリリース。
- 1973年12月 - 高橋照幸、ヨーロッパから帰国。以後はアルバムの自主制作やライブ活動を断続的に続けながら、湘南の造船所で働き、1978年からは東京都町田市に居を構える。いくつかの職を転々とした後は骨董品店を開き、晩年まで営んでいた。
- 1977年6月 - 「悪魔巣取金愚」が自主制作映画『特攻任侠自衛隊』主題歌に使用される。後年、この映画を観た平野耕太の漫画作品『HELLSING』に歌詞を引用され、大槻ケンヂやキノコホテルにカバーされるなど、カルト的な人気を博した。

## ディスコグラフィー

### シングル
| 発売日     | 面 | タイトル         | 作詞     | 作曲     | 編曲     | 規格 | 規格品番 |
| ---------- | -- | ---------------- | -------- | -------- | -------- | ---- | -------- |
| 1969年11月 | A  | 追放の歌         | 高橋照幸 | 高橋照幸 |          | EP   | URS-0018 |
| 1969年11月 | B  | 楽しいさすらい人 | 鈴木康彦 | 高橋照幸 |          | EP   | URS-0018 |
| 1981年     | A  | Quarter          | 高橋照幸 | 高橋照幸 | 永井充男 | EP   | RD-4015  |
| 1981年     | B  | 52番目の悪魔     | 高橋照幸 | 高橋照幸 | 永井充男 | EP   | RD-4015  |

### アルバム
| アルバム | 発売日        | レーベル               | 規格 | 規格品番   | 備考                         |
| --- | ------------- | ---------------------- | ---- | ---------- | ---------------------------- |
| 休みの国/岡林信康リサイタル ※片面に「岡林信康リサイタル」を収録したURCレコードの会員第3回配布として発表。 | 1969年6月     | URCレコード            | LP   | URL-1003   |                              |
| 休みの国 ※2ndアルバム『FYFAN』の完成後に、日本を離れた高橋照幸に無断でURCの社長秦政明によって制作されたアルバム。 A面 1. 第5氷河期 2. マザー 3. Union Strip 4. ドクター・クークー 5. Let’s Drop Dead 6. マリー・ジェーン B面 1. 飛べないフクロウ 2. 朝のダウンタウン 3. 楽しいさすらい人 4. 悪魔巣取金愚 5. 旅するおばさん 6. 追放の歌 ボーナス・トラック 1. 鳥葬の唄 2. 追放の歌 3. 第5氷河期 4. 悪魔巣取金愚 5. 朝のダウンタウン | 1972年7月15日 | URCレコード            | LP   | URG-4014   |                              |
| 休みの国 ※2ndアルバム『FYFAN』の完成後に、日本を離れた高橋照幸に無断でURCの社長秦政明によって制作されたアルバム。 A面 1. 第5氷河期 2. マザー 3. Union Strip 4. ドクター・クークー 5. Let’s Drop Dead 6. マリー・ジェーン B面 1. 飛べないフクロウ 2. 朝のダウンタウン 3. 楽しいさすらい人 4. 悪魔巣取金愚 5. 旅するおばさん 6. 追放の歌 ボーナス・トラック 1. 鳥葬の唄 2. 追放の歌 3. 第5氷河期 4. 悪魔巣取金愚 5. 朝のダウンタウン | 1980年        | SMSレコード            | LP   | SM20-4140  |                              |
| 休みの国 ※2ndアルバム『FYFAN』の完成後に、日本を離れた高橋照幸に無断でURCの社長秦政明によって制作されたアルバム。 A面 1. 第5氷河期 2. マザー 3. Union Strip 4. ドクター・クークー 5. Let’s Drop Dead 6. マリー・ジェーン B面 1. 飛べないフクロウ 2. 朝のダウンタウン 3. 楽しいさすらい人 4. 悪魔巣取金愚 5. 旅するおばさん 6. 追放の歌 ボーナス・トラック 1. 鳥葬の唄 2. 追放の歌 3. 第5氷河期 4. 悪魔巣取金愚 5. 朝のダウンタウン | 1989年7月25日 | キティレコード         | CD   | H20K-25003 |                              |
| 休みの国 ※2ndアルバム『FYFAN』の完成後に、日本を離れた高橋照幸に無断でURCの社長秦政明によって制作されたアルバム。 A面 1. 第5氷河期 2. マザー 3. Union Strip 4. ドクター・クークー 5. Let’s Drop Dead 6. マリー・ジェーン B面 1. 飛べないフクロウ 2. 朝のダウンタウン 3. 楽しいさすらい人 4. 悪魔巣取金愚 5. 旅するおばさん 6. 追放の歌 ボーナス・トラック 1. 鳥葬の唄 2. 追放の歌 3. 第5氷河期 4. 悪魔巣取金愚 5. 朝のダウンタウン | 1995年6月16日 | 東芝EMI                | CD   | TOCT-8962  |                              |
| 休みの国 ※2ndアルバム『FYFAN』の完成後に、日本を離れた高橋照幸に無断でURCの社長秦政明によって制作されたアルバム。 A面 1. 第5氷河期 2. マザー 3. Union Strip 4. ドクター・クークー 5. Let’s Drop Dead 6. マリー・ジェーン B面 1. 飛べないフクロウ 2. 朝のダウンタウン 3. 楽しいさすらい人 4. 悪魔巣取金愚 5. 旅するおばさん 6. 追放の歌 ボーナス・トラック 1. 鳥葬の唄 2. 追放の歌 3. 第5氷河期 4. 悪魔巣取金愚 5. 朝のダウンタウン | 2002年10月9日 | エイベックス           | CD   | IOCD-40023 | 2002年デジタル・リマスター盤 |
| 休みの国 ※2ndアルバム『FYFAN』の完成後に、日本を離れた高橋照幸に無断でURCの社長秦政明によって制作されたアルバム。 A面 1. 第5氷河期 2. マザー 3. Union Strip 4. ドクター・クークー 5. Let’s Drop Dead 6. マリー・ジェーン B面 1. 飛べないフクロウ 2. 朝のダウンタウン 3. 楽しいさすらい人 4. 悪魔巣取金愚 5. 旅するおばさん 6. 追放の歌 ボーナス・トラック 1. 鳥葬の唄 2. 追放の歌 3. 第5氷河期 4. 悪魔巣取金愚 5. 朝のダウンタウン | 2016年1月27日 | GREENWOOD RECORDS      | HQCD | GRCL-6064  |                              |
| 休みの国 ※2ndアルバム『FYFAN』の完成後に、日本を離れた高橋照幸に無断でURCの社長秦政明によって制作されたアルバム。 A面 1. 第5氷河期 2. マザー 3. Union Strip 4. ドクター・クークー 5. Let’s Drop Dead 6. マリー・ジェーン B面 1. 飛べないフクロウ 2. 朝のダウンタウン 3. 楽しいさすらい人 4. 悪魔巣取金愚 5. 旅するおばさん 6. 追放の歌 ボーナス・トラック 1. 鳥葬の唄 2. 追放の歌 3. 第5氷河期 4. 悪魔巣取金愚 5. 朝のダウンタウン | 2018年1月17日 | ポニーキャニオン       | LP   | PCJA-74    |                              |
| 休みの国 ※2ndアルバム『FYFAN』の完成後に、日本を離れた高橋照幸に無断でURCの社長秦政明によって制作されたアルバム。 A面 1. 第5氷河期 2. マザー 3. Union Strip 4. ドクター・クークー 5. Let’s Drop Dead 6. マリー・ジェーン B面 1. 飛べないフクロウ 2. 朝のダウンタウン 3. 楽しいさすらい人 4. 悪魔巣取金愚 5. 旅するおばさん 6. 追放の歌 ボーナス・トラック 1. 鳥葬の唄 2. 追放の歌 3. 第5氷河期 4. 悪魔巣取金愚 5. 朝のダウンタウン | 2018年1月17日 | ポニーキャニオン       | CT   | PCTA-289   | ボーナス・トラック入         |
| FY FAN ※ アルバム「休みの国」と重複する曲があるが、ミックスが異なる。 A面 1. 朝のダウンタウン（FY FAN ver.） 2. 飛べないフクロウ（FY FAN ver.） 3. シャリダックルばあさん 4. ピレネー 5. ドクター・クークー（FY FAN ver.） 6. マリー・ジェーン（FY FAN ver.） B面 1. 精神病院の中で 2. マザー（FY FAN ver.） 3. ウィークエンド 4. まるで喘息鳥のように 5. 霧の中から                                                               | 1972年        | URCレコード            | LP   |            | 未発売                       |
| FY FAN ※ アルバム「休みの国」と重複する曲があるが、ミックスが異なる。 A面 1. 朝のダウンタウン（FY FAN ver.） 2. 飛べないフクロウ（FY FAN ver.） 3. シャリダックルばあさん 4. ピレネー 5. ドクター・クークー（FY FAN ver.） 6. マリー・ジェーン（FY FAN ver.） B面 1. 精神病院の中で 2. マザー（FY FAN ver.） 3. ウィークエンド 4. まるで喘息鳥のように 5. 霧の中から                                                               | 1989年7月25日 | キティレコード         | CD   | H20K-25004 |                              |
| FY FAN ※ アルバム「休みの国」と重複する曲があるが、ミックスが異なる。 A面 1. 朝のダウンタウン（FY FAN ver.） 2. 飛べないフクロウ（FY FAN ver.） 3. シャリダックルばあさん 4. ピレネー 5. ドクター・クークー（FY FAN ver.） 6. マリー・ジェーン（FY FAN ver.） B面 1. 精神病院の中で 2. マザー（FY FAN ver.） 3. ウィークエンド 4. まるで喘息鳥のように 5. 霧の中から                                                               | 1995年12月6日 | 東芝EMI                | CD   | TOCT-9294  |                              |
| FY FAN ※ アルバム「休みの国」と重複する曲があるが、ミックスが異なる。 A面 1. 朝のダウンタウン（FY FAN ver.） 2. 飛べないフクロウ（FY FAN ver.） 3. シャリダックルばあさん 4. ピレネー 5. ドクター・クークー（FY FAN ver.） 6. マリー・ジェーン（FY FAN ver.） B面 1. 精神病院の中で 2. マザー（FY FAN ver.） 3. ウィークエンド 4. まるで喘息鳥のように 5. 霧の中から                                                               | 2020年3月18日 | ポニーキャニオン       | CD   | PCCA-4930  | URC50周年記念盤              |
| TOCHIKA ※ オリジナルは「高橋照幸」名義だが、CD再発時に｢休みの国｣名義に変更。 A面 1. フラリフラフラ 2. 半分大佐の歌 3. カワウソ 4. 夕焼け地帯 B面 1. 夏の日 2. オレはのら犬 3. おまえの頭の上 4. オールライト | 1977年12月    | ミュージックミッション | LP   | UO-778     |                              |
| TOCHIKA ※ オリジナルは「高橋照幸」名義だが、CD再発時に｢休みの国｣名義に変更。 A面 1. フラリフラフラ 2. 半分大佐の歌 3. カワウソ 4. 夕焼け地帯 B面 1. 夏の日 2. オレはのら犬 3. おまえの頭の上 4. オールライト | 1991年4月25日 | SOLID RECORDS          | CD   | CDSOL-1024 |                              |
| MID-WAY ※ オリジナルは「高橋照幸」名義だが、CD再発時に｢休みの国｣名義に変更。 A面 1. 国境サーチライト 2. 荒野の墓堀人夫 3. ホロホロ 4. カイト 5. スリー・マイルズ・ストーン B面 1. Quarter 2. スナイパー 3. タンクのルシファー 4. 52番目の悪魔 5. 黄昏の歌 ボーナス・トラック 1. Quarter 2. 黄昏の歌 | 1981年        | ラジオシティレコード   | LP   |            |                              |
| MID-WAY ※ オリジナルは「高橋照幸」名義だが、CD再発時に｢休みの国｣名義に変更。 A面 1. 国境サーチライト 2. 荒野の墓堀人夫 3. ホロホロ 4. カイト 5. スリー・マイルズ・ストーン B面 1. Quarter 2. スナイパー 3. タンクのルシファー 4. 52番目の悪魔 5. 黄昏の歌 ボーナス・トラック 1. Quarter 2. 黄昏の歌 | 1991年4月25日 | SOLID RECORDS          | CD   | CDSOL-1025 |                              |
| FY･FAN ※ 浪江茂樹が製作した、『休みの国』に収録されなかった『FYFAN』の楽曲を収めた編集盤（高橋照幸許可済の正規盤）。 ※ ヒストリー、ディスコグラフィー等を収録した解説書入り。 ※ 400枚限定製作で、シリアル・ナンバー入り。 A面 B面 - 休みの国・日仏会館コンサート1975年4月19日 1. 第五氷河期 2. 白い国籍のスパイ 3. 悪魔巣取金愚 4. 夕焼地帯 5. おまえの頭の上 6. 追放の歌                                                          | 1988年        | ミュージックミッション | LP   |            |                              |
| FREEGREEN 1. ヒューヒュー 2. オーロラ本線 3. 霧のウイスキー・コンディション 4. Lazy Man 5. ウィンチェスター 6. アネモネの花 7. 電信 8. オレのダンス 9. アンサティスファクトリー 10. Station 11. Free Green 12. ジャングル・キッド 13. Station | 1991年5月25日 | SOLID RECORDS          | CD   | SCCD-5010  |                              |

### ライブビデオ
- 休みの国 LIVE in クワトロ（1991年）（VHSテープ）

### 補遺
- 2005年頃、回転ねこレーベルから新譜リリースの告知がなされたが結局発売されず。告知もいつの間にか消滅した。
- 未発表音源はかなりの数に上ると言われており、一部はYouTubeなどに流出が確認されている。